# Placówka Straży Celnej „Wielka Wieś”

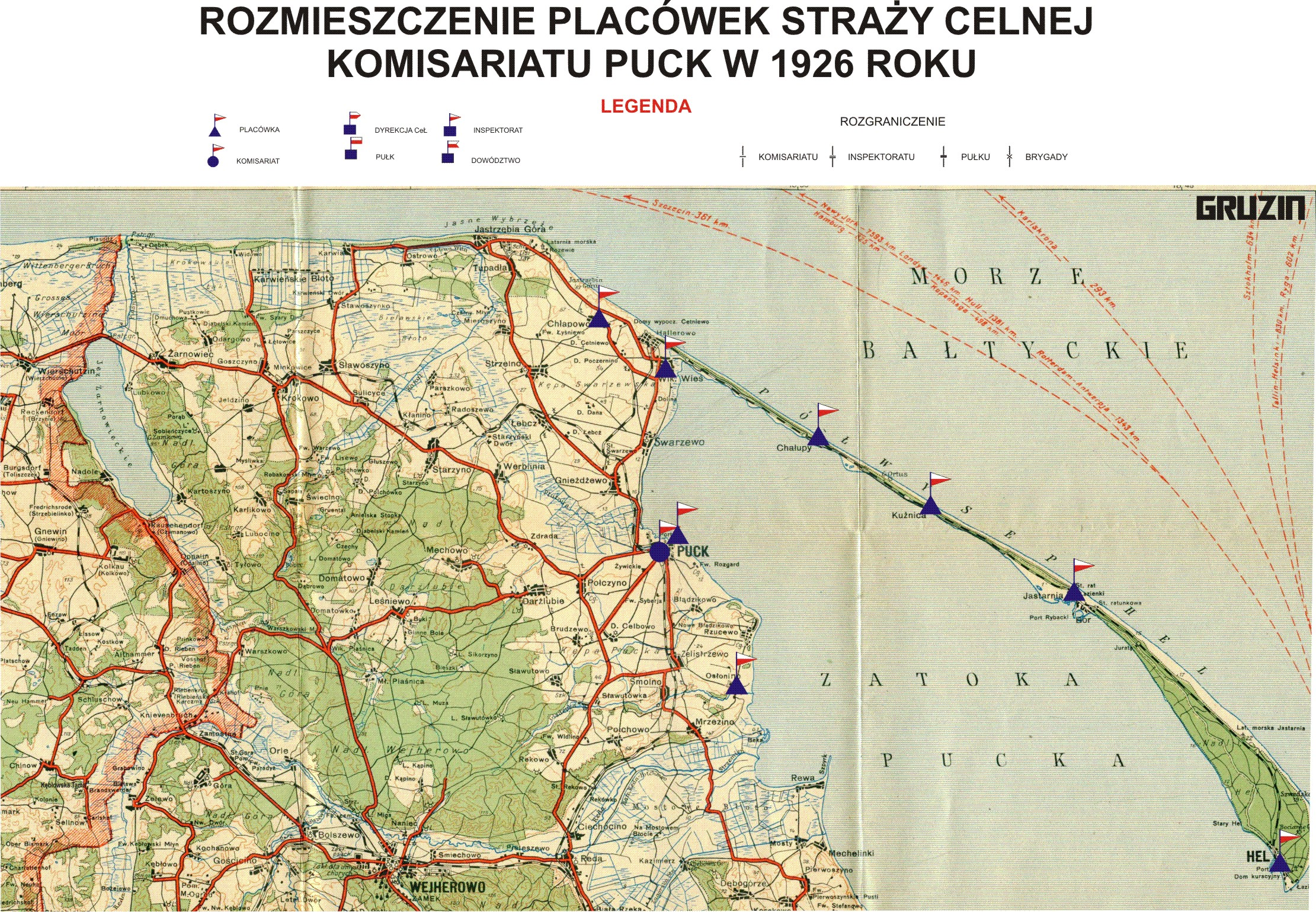
Komisariat Puck

Placówka Straży Celnej „Wielka Wieś” – jednostka organizacyjna Straży Celnej pełniąca w okresie międzywojennym służbę ochronną na granicy państwowej.

## Formowanie i zmiany organizacyjne
Na wniosek Ministerstwa Skarbu, uchwałą z 10 marca 1920 roku, powołano do życia Straż Celną. Jednostki Straży Celnej rozpoczęły przejmowanie odcinków granicy od pododdziałów Batalionów Celnych. W 1921 roku w Chłapowie stacjonował sztab 2 kompanii 19 batalionu celnego. 2 kompania celna wystawiła między innymi placówkę w Wielkiej Wsi. Proces tworzenia Straży Celnej trwał do końca 1922 roku. Placówka Straży Celnej „Wielka Wieś” weszła w podporządkowanie komisariatu Straży Celnej „Puck” z Inspektoratu SC „Wejherowo”.
W drugiej połowie 1927 roku przystąpiono do gruntownej reorganizacji Straży Celnej. W praktyce skutkowało to rozwiązaniem tej formacji granicznej. Ochronę północnej, zachodniej i południowej granicy państwa przejęła powołana z dniem 2 kwietnia 1928 roku Straż Graniczna.
Rozkazem nr 2 z 19 kwietnia 1928 roku w sprawie organizacji Pomorskiego Inspektoratu Okręgowego dowódca Straży Granicznej gen. bryg. Stefan Pasławski określił strukturę organizacyjną komisariatu SG „Miruszyno”. Placówka Straży Granicznej I linii „Wielka Wieś” znalazła się w jego strukturze.

## Służba graniczna
Sąsiednie placówki
- placówka Straży Celnej „Puck” ⇔ placówka Straży Celnej „Hel” – 1926[9]

## Funkcjonariusze placówki
Kierownicy placówki
| stopień          | imię i nazwisko, numer  | okres pełnienia służby | kolejne stanowisko |
| ---------------- | ----------------------- | ---------------------- | ------------------ |
| starszy strażnik | Bolesław Tafelski (904) | był w 1926             |                    |

Obsada personalna placówki w 1926:
- starszy strażnik Bolesław Tafelski (904)
- strażnik Wojciech Przybylski (767)
- strażnik Wacław Rolewski (2672)